# Anders Järryd
Anders Per Järryd (²anːdɛʂ ²jærːyːd; Lidköping, 13 de juliol de 1961) és un extennista suec.
Durant la seua carrera va guanyar vuit títols de Grand Slam de dobles masculins (tres Roland Garros, dos Wimbledon, dos US Open, i un Open d'Austràlia), que li van permetre completar el Grand Slam de dobles masculins. També va guanyar una medalla de bronze als Jocs Olímpics de Seül 1988 al costat de Stefan Edberg. Fou número 1 del rànquing de dobles un total de 107 setmanes, i el seu lloc més alt al rànquing individual va ser el cinquè. Va guanyar un total de vuit títols individuals i 59 de dobles masculins. També va formar part de l'equip suec de la Copa Davis, amb el qual va guanyar dues edicions (1984 i 1987) i va disputar sis finals durant la dècada de 1980.
Va esdevenir professional l'any 1980, i tres anys després ja va guanyar el primer títol de Grand Slam en dobles amb el seu compatriota Hans Simonsson. L'any 1985 fou el millor de la seva carrera en categoria individual, va arribar al cinquè lloc del rànquing i va arribar a les semifinals de Wimbledon. En dobles, també va arribar al número 1 del rànquing l'any 1985, però en el 1987 va guanyar tres títols de Grand Slam.

## Torneigs de Grand Slam

### Dobles masculins: 13 (8−5)
| Resultat  | Núm. | Any  | Torneig           | Parella         | Oponents                            | Marcador                      |
| --------- | ---- | ---- | ----------------- | --------------- | ----------------------------------- | ----------------------------- |
| Guanyador | 1.   | 1983 | Roland Garros     | Hans Simonsson  | Mark Edmondson Sherwood Stewart     | 7−6, 6−4, 6−2                 |
| Finalista | 1.   | 1984 | US Open           | Stefan Edberg   | John Fitzgerald Tomáš Šmíd          | 6−7(5), 3−6, 3−6              |
| Finalista | 2.   | 1986 | Roland Garros     | Stefan Edberg   | John Fitzgerald Tomáš Šmíd          | 3−6, 6−4, 3−6, 7−6(4), 12−14  |
| Guanyador | 2.   | 1987 | Open d'Austràlia  | Stefan Edberg   | Peter Doohan Laurie Warder          | 6−4, 6−4, 7−6                 |
| Guanyador | 3.   | 1987 | Roland Garros (2) | Robert Seguso   | Guy Forget Yannick Noah             | 6−7, 6−7, 6−3, 6−4, 6−2       |
| Guanyador | 4.   | 1987 | US Open           | Stefan Edberg   | Ken Flach Robert Seguso             | 7−6(1), 6−2, 4−6, 5−7, 7−6(2) |
| Finalista | 3.   | 1988 | Roland Garros (2) | John Fitzgerald | Andrés Gómez Emilio Sánchez Vicario | 3−6, 7−6, 4−6, 3−6            |
| Finalista | 4.   | 1988 | Wimbledon         | John Fitzgerald | Ken Flach Robert Seguso             | 4−6, 6−2, 4−6, 6−7            |
| Guanyador | 5.   | 1989 | Wimbledon         | John Fitzgerald | Rick Leach Jim Pugh                 | 3−6, 7−6, 6−4, 7−6            |
| Guanyador | 6.   | 1991 | Roland Garros (3) | John Fitzgerald | Rick Leach Jim Pugh                 | 6−0, 7−5                      |
| Guanyador | 7.   | 1991 | Wimbledon (2)     | John Fitzgerald | Javier Frana Leonardo Lavalle       | 6−3, 6−4, 6−7, 6−1            |
| Guanyador | 8.   | 1991 | US Open (2)       | John Fitzgerald | Scott Davis David Pate              | 3−6, 7−6, 6−4, 7−6            |
| Finalista | 5.   | 1993 | Open d'Austràlia  | John Fitzgerald | Danie Visser Laurie Warder          | 4−6, 3−6, 4−6                 |

## Jocs Olímpics

### Dobles masculins
| Any  | Campionat                          | Parella       | Oponents | Resultat |
| ---- | ---------------------------------- | ------------- | -------- | -------- |
| 1988 | Jocs Olímpics, Seül, Corea del Sud | Stefan Edberg |          |          |

## Palmarès

### Individual: 24 (8−16)
| Llegenda (pre/post 2009)                                 |
| -------------------------------------------------------- |
| Grand Slams (0−0)                                        |
| Tennis Masters Cup / ATP Finals (0−0)                    |
| ATP Masters Series / ATP World Tour Masters 1000 (0−3)   |
| ATP International Series Gold / ATP World Tour 500 (0−0) |
| ATP International Series / ATP World Tour 250 (8−13)     |

| Títols per superfície |
| --------------------- |
| Dura (1−3)            |
| Gespa (0−1)           |
| Terra batuda (2−3)    |
| Moqueta (5−9)         |

| Resultat  | Núm. | Data                   | Torneig                         | Superfície   | Oponent          | Marcador              |
| --------- | ---- | ---------------------- | ------------------------------- | ------------ | ---------------- | --------------------- |
| Finalista | 1.   | 20 de juliol de 1979   | Båstad, Suècia                  | Terra batuda | Thierry Tulasne  | 2−6, 3−6              |
| Guanyador | 1.   | 8 de març de 1982      | Linz, Àustria                   | Terra batuda | José Higueras    | 6−4, 4−6, 6−4         |
| Guanyador | 2.   | 15 de novembre de 1982 | Ancona, Itàlia                  | Moqueta (i)  | Mike De Palmer   | 6−3, 6−2              |
| Finalista | 2.   | 11 de juliol de 1983   | Båstad (2)                      | Terra batuda | Mats Wilander    | 1−6, 2−6              |
| Finalista | 3.   | 8 d'agost de 1983      | Mont-real, Canadà               | Dura         | Ivan Lendl       | 2−6, 2−6              |
| Finalista | 4.   | 16 de juliol de 1984   | Båstad (3)                      | Terra batuda | Henrik Sundström | 6−3, 5−7, 3−6         |
| Guanyador | 3.   | 23 de juliol de 1984   | Hilversum, Països Baixos        | Terra batuda | Tomáš Šmíd       | 6−3, 6−3, 2−6, 6−2    |
| Finalista | 5.   | 20 d'agost de 1984     | Cincinnati, Estats Units        | Dura         | Mats Wilander    | 6−7(4), 3−6           |
| Guanyador | 4.   | 8 d'octubre de 1984    | Sydney, Austràlia               | Dura (i)     | Ivan Lendl       | 6−3, 6−2, 6−4         |
| Finalista | 6.   | 18 de febrer de 1985   | Toronto, Canadà                 | Moqueta (i)  | Kevin Curren     | 6−7(6), 3−6           |
| Guanyador | 5.   | 11 de març de 1985     | Brussel·les, Bèlgica            | Moqueta (i)  | Mats Wilander    | 6−4, 3−6, 7−5         |
| Finalista | 7.   | 25 de març de 1985     | Milà, Itàlia                    | Moqueta (i)  | John McEnroe     | 4−6, 1−6              |
| Finalista | 8.   | 4 de novembre de 1985  | Estocolm, Suècia                | Dura (i)     | John McEnroe     | 1−6, 2−6              |
| Finalista | 9.   | 24 de març de 1986     | Rotterdam, Països Baixos        | Moqueta (i)  | Joakim Nyström   | 0−6, 3−6              |
| Guanyador | 6.   | 7 d'abril de 1986      | Dallas, Estats Units            | Moqueta (i)  | Boris Becker     | 6−7(3), 6−1, 6−1, 6−4 |
| Finalista | 10.  | 9 de novembre de 1987  | Wembley, Regne Unit             | Moqueta (i)  | Ivan Lendl       | 3−6, 2−6, 5−7         |
| Finalista | 11.  | 6 de febrer de 1989    | Rotterdam (2)                   | Moqueta (i)  | Jakob Hlasek     | 1−6, 5−7              |
| Finalista | 12.  | 25 de maig de 1989     | San Francisco, Estats Units     | Moqueta (i)  | Brad Gilbert     | 5−7, 2−6              |
| Guanyador | 7.   | 15 d'octubre de 1990   | Viena, Àustria                  | Moqueta (i)  | Horst Skoff      | 6−3, 6−3, 6−1         |
| Finalista | 13.  | 4 de març de 1991      | Copenhaguen, Dinamarca          | Moqueta (i)  | Jonas Svensson   | 7−6(5), 2−6, 2−6      |
| Finalista | 14.  | 2 de març de 1992      | Copenhaguen (2)                 | Moqueta (i)  | Magnus Larsson   | 4−6, 6−7(5)           |
| Guanyador | 8.   | 22 de febrer de 1993   | Rotterdam                       | Moqueta (i)  | Karel Nováček    | 6−3, 7−5              |
| Finalista | 15.  | 17 d'octubre de 1994   | Pequín, Xina                    | Moqueta (i)  | Michael Chang    | 5−7, 5−7              |
| Finalista | 16.  | 12 de juny de 1995     | 's-Hertogenbosch, Països Baixos | Gespa        | Karol Kučera     | 6−7(7), 6−7(4)        |

### Dobles masculins: 91 (58−33)
| Llegenda (pre/post 2009)                                 |
| -------------------------------------------------------- |
| Grand Slams (8−5)                                        |
| Tennis Masters Cup / ATP Finals (3−3)                    |
| ATP Masters Series / ATP World Tour Masters 1000 (9−5)   |
| ATP International Series Gold / ATP World Tour 500 (1−3) |
| ATP International Series / ATP World Tour 250 (29−17)    |

| Títols per superfície |
| --------------------- |
| Dura (16−11)          |
| Gespa (4−2)           |
| Terra batuda (15−13)  |
| Moqueta (23−7)        |

| Resultat  | Núm. | Data                   | Torneig                                                          | Superfície   | Parella           | Oponents                              | Marcador                   |
| --------- | ---- | ---------------------- | ---------------------------------------------------------------- | ------------ | ----------------- | ------------------------------------- | -------------------------- |
| Guanyador | 1.   | 30 de març de 1981     | Linz, Àustria                                                    | Dura (i)     | Hans Simonsson    | Brad Drewett Pavel Složil             | 6−4, 7−6                   |
| Finalista | 1.   | 20 de juliol de 1981   | Båstad, Suècia                                                   | Terra batuda | Hans Simonsson    | Mark Edmondson John Fitzgerald        | 6−2, 5−7, 0−6              |
| Finalista | 2.   | 21 de setembre de 1981 | Bordeus, França                                                  | Terra batuda | Jim Gurfein       | Andrés Gómez Belus Prajoux            | 5−7, 3−6                   |
| Guanyador | 2.   | 5 d'octubre de 1981    | Barcelona, Espanya                                               | Terra batuda | Hans Simonsson    | Hans Gildemeister Andrés Gómez        | 6−1, 6−4                   |
| Guanyador | 3.   | 8 de març de 1982      | Linz (2)                                                         | Terra batuda | Hans Simonsson    | Rod Frawley Paul Kronk                | 6−2, 6−0                   |
| Finalista | 3.   | 10 de maig de 1982     | Hamburg, Alemanya Occidental                                     | Terra batuda | Hans Simonsson    | Pavel Složil Tomáš Šmíd               | 4−6, 3−6                   |
| Guanyador | 4.   | 12 de juliol de 1982   | Båstad                                                           | Terra batuda | Hans Simonsson    | Joakim Nyström Mats Wilander          | 0−6, 6−3, 7−6              |
| Finalista | 4.   | 20 de setembre de 1982 | Bordeus (2)                                                      | Terra batuda | Hans Simonsson    | Hans Gildemeister Andrés Gómez        | 4−6, 2−6                   |
| Guanyador | 5.   | 4 d'octubre de 1982    | Barcelona (2)                                                    | Terra batuda | Hans Simonsson    | Carlos Kirmayr Cássio Motta           | 6−3, 6−2                   |
| Guanyador | 6.   | 15 de novembre de 1982 | Ancona, Itàlia                                                   | Moqueta (i)  | Hans Simonsson    | Tim Gullikson Bernard Mitton          | 4−6, 6−3, 7−6              |
| Guanyador | 7.   | 7 de març de 1983      | Nancy, França                                                    | Dura (i)     | Jan Gunnarsson    | Tim Gullikson Bernard Mitton          | 7−5, 6−3                   |
| Finalista | 5.   | 16 de maig de 1983     | Múnic, Alemanya Occidental                                       | Terra batuda | Tomáš Šmíd        | Chris Lewis Pavel Složil              | 4−6, 2−6                   |
| Guanyador | 8.   | 23 de maig de 1983     | Roland Garros, França                                            | Terra batuda | Hans Simonsson    | Mark Edmondson Sherwood Stewart       | 7−6(4), 6−4, 6−2           |
| Finalista | 6.   | 11 de juliol de 1983   | Båstad (2)                                                       | Terra batuda | Hans Simonsson    | Joakim Nyström Mats Wilander          | 6−1, 6−7, 6−7              |
| Guanyador | 9.   | 3 d'octubre de 1983    | Barcelona (3)                                                    | Terra batuda | Hans Simonsson    | Jim Gurfein Erick Iskersky            | 7−5, 6−3                   |
| Guanyador | 10.  | 31 d'octubre de 1983   | Estocolm, Suècia                                                 | Dura (i)     | Hans Simonsson    | Peter Fleming Johan Kriek             | 6−3, 6−4                   |
| Finalista | 7.   | 9 de gener de 1984     | Masters Doubles, Londres, Regne Unit                             | Moqueta (i)  | Hans Simonsson    | Pavel Složil Tomáš Šmíd               | 6−1, 3−6, 6−3, 4−6, 3−6    |
| Guanyador | 11.  | 9 d'abril de 1984      | Luxemburg, Luxemburg                                             | Moqueta (i)  | Tomáš Šmíd        | Mark Edmondson Sherwood Stewart       | 6−3, 7−5                   |
| Guanyador | 12.  | 7 de maig de 1984      | Hamburg, Alemanya Occidental                                     | Terra batuda | Stefan Edberg     | Heinz Günthardt Balázs Taróczy        | 6−3, 6−1                   |
| Guanyador | 13.  | 23 de juliol de 1984   | Hilversum, Països Baixos                                         | Terra batuda | Tomáš Šmíd        | Broderick Dyke Michael Fancutt        | 6−4, 5−7, 7−6              |
| Finalista | 8.   | 27 d'agost de 1984     | US Open, Estats Units                                            | Dura         | Stefan Edberg     | John Fitzgerald Tomáš Šmíd            | 6−7, 3−6, 3−6              |
| Guanyador | 14.  | 8 d'octubre de 1984    | Sydney, Austràlia                                                | Dura (i)     | Hans Simonsson    | Mark Edmondson Sherwood Stewart       | 6−4, 6−4                   |
| Guanyador | 15.  | 18 de febrer de 1985   | Toronto, Canadà                                                  | Moqueta (i)  | Peter Fleming     | Glenn Layendecker Glenn Michibata     | 7−5, 6−2                   |
| Guanyador | 16.  | 11 de març de 1985     | Brussel·les, Bèlgica                                             | Moqueta (i)  | Stefan Edberg     | Kevin Curren Wojtek Fibak             | 6−3, 7−6                   |
| Guanyador | 17.  | 25 de març de 1985     | Milà, Itàlia                                                     | Moqueta (i)  | Heinz Günthardt   | Broderick Dyke Wally Masur            | 6−2, 6−1                   |
| Guanyador | 18.  | 13 de maig de 1985     | Roma, Itàlia                                                     | Terra batuda | Mats Wilander     | Ken Flach Robert Seguso               | 4−6, 6−3, 6−2              |
| Guanyador | 19.  | 15 de juliol de 1985   | Båstad (2)                                                       | Terra batuda | Stefan Edberg     | Sergio Casal Emilio Sánchez Vicario   | 6−0, 7−6                   |
| Finalista | 9.   | 12 d'agost de 1985     | Mont-real, Canadà                                                | Dura         | Stefan Edberg     | Ken Flach Robert Seguso               | 7−5, 6−7, 3−6              |
| Guanyador | 20.  | 19 d'agost de 1985     | Cincinnati, Estats Units                                         | Dura         | Stefan Edberg     | Joakim Nyström Mats Wilander          | 4−6, 6−2, 6−3              |
| Guanyador | 21.  | 14 d'octubre de 1985   | Sydney (2)                                                       | Dura (i)     | John Fitzgerald   | Mark Edmondson Kim Warwick            | 6−3, 6−2                   |
| Guanyador | 22.  | 11 de novembre de 1985 | Wembley                                                          | Moqueta (i)  | Guy Forget        | Boris Becker Slobodan Živojinović     | 7−5, 4−6, 7−5              |
| Guanyador | 23.  | 13 de gener de 1985    | Masters Doubles, Nova York, Estats Units                         | Moqueta (i)  | Stefan Edberg     | Joakim Nyström Mats Wilander          | 6−1, 7−6                   |
| Finalista | 10.  | 27 de gener de 1986    | Filadèlfia, Estats Units                                         | Moqueta (i)  | Stefan Edberg     | Scott Davis David Pate                | 6−7, 6−3, 3−6, 5−7         |
| Finalista | 11.  | 3 de febrer de 1986    | Memphis, Estats Units                                            | Dura (i)     | Guy Forget        | Ken Flach Robert Seguso               | 4−6, 6−4, 6−7              |
| Finalista | 12.  | 10 de febrer de 1986   | Boca Raton, Estats Units                                         | Dura         | Stefan Edberg     | Brad Gilbert Vincent Van Patten       | Renúncia                   |
| Guanyador | 24.  | 28 d'abril de 1986     | Madrid, Espanya                                                  | Terra batuda | Joakim Nyström    | Jesús Colás David de Miguel           | 6−2, 6−2                   |
| Finalista | 13.  | 26 de maig de 1986     | Roland Garros                                                    | Terra batuda | Stefan Edberg     | John Fitzgerald Tomáš Šmíd            | 6−3, 4−6, 6−3, 6−7, 12−14  |
| Guanyador | 25.  | 15 de setembre de 1986 | Los Angeles, Estats Units                                        | Dura         | Stefan Edberg     | Peter Fleming John McEnroe            | 3−6, 7−5, 7−6              |
| Guanyador | 26.  | 1 de desembre de 1986  | Masters Doubles, Londres (2)                                     | Moqueta (i)  | Stefan Edberg     | Guy Forget Yannick Noah               | 6−3, 7−6, 6−3              |
| Guanyador | 27.  | 12 de gener de 1987    | Open d'Austràlia, Austràlia                                      | Gespa        | Stefan Edberg     | Peter Doohan Laurie Warder            | 6−4, 6−4, 7−6              |
| Guanyador | 28.  | 9 de febrer de 1987    | Memphis                                                          | Dura (i)     | Jonas Svensson    | Sergio Casal Emilio Sánchez Vicario   | 6−4, 6−2                   |
| Guanyador | 29.  | 16 de març de 1987     | Rotterdam, Països Baixos                                         | Moqueta (i)  | Stefan Edberg     | Chip Hooper Mike Leach                | 3−6, 6−3, 6−4              |
| Finalista | 14.  | 13 d'abril de 1987     | Tòquio, Japó                                                     | Dura         | Andrés Gómez      | Paul Annacone Kevin Curren            | 4−6, 6−7                   |
| Guanyador | 30.  | 25 de maig de 1987     | Roland Garros (2)                                                | Terra batuda | Robert Seguso     | Guy Forget Yannick Noah               | 6−7, 6−7, 6−3, 6−4, 6−2    |
| Guanyador | 31.  | 27 de juliol de 1987   | Båstad (3)                                                       | Terra batuda | Stefan Edberg     | Emilio Sánchez Vicario Javier Sánchez | 7−6, 6−3                   |
| Guanyador | 32.  | 31 d'agost de 1987     | US Open                                                          | Dura         | Stefan Edberg     | Ken Flach Robert Seguso               | 7−6, 6−2, 4−6, 5−7, 7−6    |
| Guanyador | 33.  | 5 d'octubre de 1987    | Basilea, Suïssa                                                  | Dura (i)     | Tomáš Šmíd        | Stanislav Birner Jaroslav Navrátil    | 6−4, 6−3                   |
| Guanyador | 34.  | 2 de novembre de 1987  | Estocolm (2)                                                     | Dura (i)     | Stefan Edberg     | Jim Grabb Jim Pugh                    | 6−3, 6−4                   |
| Guanyador | 35.  | 14 de març de 1988     | Miami, Estats Units                                              | Dura         | John Fitzgerald   | Ken Flach Robert Seguso               | 7−6, 6−1, 7−5              |
| Finalista | 15.  | 9 de maig de 1988      | Roma                                                             | Terra batuda | Tomáš Šmíd        | Jorge Lozano Todd Witsken             | 3−6, 3−6                   |
| Finalista | 16.  | 23 de maig de 1988     | Roland Garros (2)                                                | Terra batuda | John Fitzgerald   | Andrés Gómez Emilio Sánchez Vicario   | 3−6, 7−6(8), 4−6, 3−6      |
| Finalista | 17.  | 20 de juny de 1988     | Wimbledon, Regne Unit                                            | Gespa        | John Fitzgerald   | Ken Flach Robert Seguso               | 6−3, 6−7(4), 4−6, 6−7(4)   |
| Finalista | 18.  | 11 de juliol de 1988   | Stuttgart, Alemanya Occidental                                   | Terra batuda | Michael Mortensen | Sergio Casal Emilio Sánchez Vicario   | 6−4, 3−6, 4−6              |
| Guanyador | 36.  | 20 de març de 1989     | Miami (2)                                                        | Dura         | Jakob Hlasek      | Jim Grabb Patrick McEnroe             | 6−3, retirada              |
| Guanyador | 37.  | 26 de juny de 1989     | Wimbledon                                                        | Gespa        | John Fitzgerald   | Rick Leach Jim Pugh                   | 3−6, 7−6(4), 6−4, 7−6(4)   |
| Finalista | 19.  | 18 de setembre de 1989 | Los Angeles                                                      | Dura         | John Fitzgerald   | Marty Davis Tim Pawsat                | 5−7, 6−7                   |
| Guanyador | 38.  | 17 d'octubre de 1989   | Viena, Àustria                                                   | Moqueta (i)  | Jan Gunnarsson    | Paul Annacone Kelly Evernden          | 6−2, 6−3                   |
| Guanyador | 39.  | 30 d'octubre de 1989   | París, França                                                    | Moqueta (i)  | John Fitzgerald   | Jakob Hlasek Éric Winogradsky         | 7−6, 6−4                   |
| Finalista | 20.  | 27 de novembre de 1989 | Masters Doubles, Nova York (2)                                   | Moqueta (i)  | John Fitzgerald   | Jim Grabb Patrick McEnroe             | 5−7, 6−7(4), 7−5, 3−6      |
| Finalista | 21.  | 22 d'octubre de 1990   | Estocolm                                                         | Moqueta (i)  | Stefan Edberg     | Guy Forget Jakob Hlasek               | 2−6, 3−6                   |
| Finalista | 22.  | 5 de novembre de 1990  | Moscou, URSS                                                     | Moqueta (i)  | John Fitzgerald   | Hendrik Jan Davids Paul Haarhuis      | 4−6, 6−7                   |
| Guanyador | 40.  | 25 de febrer de 1991   | Rotterdam (2)                                                    | Moqueta (i)  | Patrick Galbraith | Steve DeVries David Macpherson        | 7−6, 6−2                   |
| Finalista | 23.  | 8 d'abril de 1991      | Tòquio (2)                                                       | Dura         | John Fitzgerald   | Stefan Edberg Todd Woodbridge         | 4−6, 7−5, 4−6              |
| Finalista | 24.  | 29 d'abril de 1991     | Múnic (2)                                                        | Terra batuda | Danie Visser      | Patrick Galbraith Todd Witsken        | 5−7, 4−6                   |
| Guanyador | 41.  | 27 de maig de 1991     | Roland Garros (3)                                                | Terra batuda | John Fitzgerald   | Rick Leach Jim Pugh                   | 6−0, 7−6(2)                |
| Guanyador | 42.  | 24 de juny de 1991     | Wimbledon (2)                                                    | Gespa        | John Fitzgerald   | Javier Frana Leonardo Lavalle         | 6−3, 6−4, 6−7(7), 6−1      |
| Finalista | 25.  | 8 de juliol de 1991    | Båstad (3)                                                       | Terra batuda | Magnus Gustafsson | Ronnie Båthman Rikard Bergh           | 4−6, 4−6                   |
| Guanyador | 43.  | 26 d'agost de 1991     | US Open (2)                                                      | Dura         | John Fitzgerald   | Scott Davis David Pate                | 6−3, 3−6, 6−3, 6−3         |
| Guanyador | 44.  | 14 d'octubre de 1991   | Viena (2)                                                        | Moqueta (i)  | Gary Muller       | Jakob Hlasek Patrick McEnroe          | 6−4, 7−5                   |
| Guanyador | 45.  | 21 d'octubre de 1991   | Estocolm (3)                                                     | Moqueta (i)  | John Fitzgerald   | Tom Nijssen Cyril Suk                 | 7−5, 6−3                   |
| Guanyador | 46.  | 28 d'octubre de 1991   | París (2)                                                        | Moqueta (i)  | John Fitzgerald   | Kelly Jones Rick Leach                | 7−6, 6−4                   |
| Guanyador | 47.  | 11 de novembre de 1991 | ATP Tour World Championships, Frankfurt, Alemanya Occidental (3) | Moqueta (i)  | John Fitzgerald   | Ken Flach Robert Seguso               | 6−4, 6−4, 2−6, 6−4         |
| Finalista | 26.  | 17 de febrer de 1992   | Stuttgart                                                        | Moqueta (i)  | John Fitzgerald   | Tom Nijssen Cyril Suk                 | 3−6, 7−6, 3−6              |
| Finalista | 27.  | 6 d'abril de 1992      | Tòquio (3)                                                       | Dura         | John Fitzgerald   | Kelly Jones Rick Leach                | 6−0, 5−7, 3−6              |
| Guanyador | 48.  | 8 de juny de 1992      | Londres, Regne Unit                                              | Gespa        | John Fitzgerald   | Goran Ivanišević Diego Nargiso        | 6−4, 7−6                   |
| Guanyador | 49.  | 12 d'octubre de 1992   | Bolzano, Itàlia                                                  | Moqueta (i)  | Bent-Ove Pedersen | Tom Nijssen Cyril Suk                 | 6−1, 6−7, 6−3              |
| Guanyador | 50.  | 19 d'octubre de 1992   | Viena (3)                                                        | Moqueta (i)  | Ronnie Båthman    | Kent Kinnear Udo Riglewski            | 6−3, 7−5                   |
| Guanyador | 51.  | 9 de novembre de 1992  | Anvers, Bèlgica                                                  | Moqueta (i)  | John Fitzgerald   | Patrick McEnroe Jared Palmer          | 6−2, 6−2                   |
| Finalista | 28.  | 16 de novembre de 1992 | ATP Tour World Championships, Frankfurt, Alemanya Occidental (3) | Moqueta (i)  | John Fitzgerald   | Todd Woodbridge Mark Woodforde        | 2−6, 6−7(4), 7−5, 6−3, 3−6 |
| Finalista | 29.  | 18 de gener de 1993    | Open d'Austràlia                                                 | Dura         | John Fitzgerald   | Danie Visser Laurie Warder            | 4−6, 3−6, 4−6              |
| Guanyador | 52.  | 1 de febrer de 1993    | Dubai, Emirats Àrabs Units                                       | Dura         | John Fitzgerald   | Grant Connell Patrick Galbraith       | 6−2, 6−1                   |
| Guanyador | 53.  | 22 de febrer de 1993   | Rotterdam (3)                                                    | Moqueta (i)  | Henrik Holm       | David Adams Andreï Olhovskiy          | 6−4, 7−6                   |
| Guanyador | 54.  | 5 de juliol de 1993    | Båstad (4)                                                       | Terra batuda | Henrik Holm       | Brian Devening Tomas Nydahl           | 6−1, 3−6, 6−3              |
| Guanyador | 55.  | 7 de març de 1994      | Saragossa, Espanya                                               | Moqueta (i)  | Henrik Holm       | Martin Damm Karel Nováček             | 7−5, 6−2                   |
| Guanyador | 56.  | 4 d'abril de 1994      | Tòquio                                                           | Dura         | Henrik Holm       | Sébastien Lareau Patrick McEnroe      | 7−5, 6−1                   |
| Finalista | 30.  | 2 de maig de 1994      | Hamburg                                                          | Terra batuda | Henrik Holm       | Scott Melville Piet Norval            | 3−6, 4−6                   |
| Guanyador | 57.  | 27 de febrer de 1995   | Rotterdam (4)                                                    | Moqueta (i)  | Martin Damm       | Tomás Carbonell Francisco Roig        | 6−3, 6−2                   |
| Guanyador | 58.  | 13 de març de 1995     | Sant Petersburg, Rússia                                          | Moqueta (i)  | Martin Damm       | Jakob Hlasek Ievgueni Kafelnikov      | 6−4, 6−2                   |
| Finalista | 31.  | 10 d'abril de 1995     | Tòquio (4)                                                       | Dura         | John Fitzgerald   | Mark Knowles Jonathan Stark           | 3−6, 6−3, 6−7              |
| Finalista | 32.  | 17 d'abril de 1995     | Hong Kong, Hong Kong                                             | Dura         | John Fitzgerald   | Tommy Ho Mark Philippoussis           | 1−6, 7−6, 6−7              |
| Finalista | 33.  | 10 de juny de 1996     | 's-Hertogenbosch, Països Baixos                                  | Gespa        | Daniel Nestor     | Paul Kilderry Pavel Vízner            | 5−7, 3−6                   |

#### Períodes com a número 1
| Núm. | Predecessor     | Dates                   | Successor       | Setmanes | Acumulat |
| ---- | --------------- | ----------------------- | --------------- | -------- | -------- |
| 1.   | Tomáš Šmíd      | 12/08/1985 − 08/09/1985 | Robert Seguso   | 4        | 4        |
| 2.   | Robert Seguso   | 16/09/1985 − 29/09/1985 | Robert Seguso   | 2        | 6        |
| 3.   | Robert Seguso   | 03/02/1986 − 09/02/1986 | Robert Seguso   | 1        | 7        |
| 4.   | Robert Seguso   | 24/02/1986 − 16/03/1986 | Robert Seguso   | 3        | 10       |
| 5.   | Robert Seguso   | 24/03/1986 − 30/03/1986 | Robert Seguso   | 1        | 11       |
| 6.   | Yannick Noah    | 20/04/1987 − 10/05/1987 | Yannick Noah    | 3        | 14       |
| 7.   | Yannick Noah    | 06/07/1987 − 09/08/1987 | Robert Seguso   | 5        | 19       |
| 8.   | Robert Seguso   | 28/03/1988 − 17/04/1988 | Robert Seguso   | 3        | 22       |
| 9.   | Robert Seguso   | 09/05/1988 − 02/04/1989 | Emilio Sánchez  | 47       | 69       |
| 10.  | Emilio Sánchez  | 03/04/1989 − 16/04/1989 | Emilio Sánchez  | 4        | 73       |
| 11.  | John McEnroe    | 25/09/1989 − 28/01/1990 | Danie Visser    | 18       | 91       |
| 12.  | John Fitzgerald | 24/02/1992 − 01/03/1992 | John Fitzgerald | 1        | 92       |
| 13.  | John Fitzgerald | 09/03/1992 − 03/05/1992 | John Fitzgerald | 8        | 100      |
| 14.  | John Fitzgerald | 15/06/1992 − 05/07/1992 | Todd Woodbridge | 3        | 103      |
| 15.  | Todd Woodbridge | 20/07/1992 − 16/08/1992 | Todd Woodbridge | 4        | 107      |

### Equips: 7 (3−4)
| Resultat  | Núm. | Data                      | Torneig                                        | Superfície       | Equip                                        | Oponents                                                           | Marcador |
| --------- | ---- | ------------------------- | ---------------------------------------------- | ---------------- | -------------------------------------------- | ------------------------------------------------------------------ | -------- |
| Finalista | 1.   | 26−28 de desembre de 1983 | Copa Davis, Melbourne, Austràlia               | Gespa            | Joakim Nystrom Hans Simonsson Mats Wilander  | Pat Cash Mark Edmondson John Fitzgerald Paul McNamee               | 2−3      |
| Guanyador | 1.   | 16−18 de desembre de 1984 | Copa Davis, Göteborg, Suècia                   | Terra batuda (i) | Stefan Edberg Henrik Sunstrom Mats Wilander  | Jimmy Arias Jimmy Connors Peter Fleming John McEnroe               | 4−1      |
| Guanyador | 2.   | 20−22 de desembre de 1985 | Copa Davis, Múnic, Alemanya Occidental (2)     | Moqueta (i)      | Stefan Edberg Joakim Nystrom Mats Wilander   | Boris Becker Andreas Maurer Hans Schwaier Michael Westphal         | 3−2      |
| Finalista | 2.   | 26−28 de desembre de 1986 | Copa Davis, Melbourne (2)                      | Gespa            | Stefan Edberg Joakim Nystrom Mikael Pernfors | Pat Cash John Fitzgerald Peter McNamara Paul McNamee               | 2−3      |
| Guanyador | 3.   | 18−20 de desembre de 1987 | Copa Davis, Göteborg (3)                       | Terra batuda     | Stefan Edberg Joakim Nystrom Mats Wilander   | Anand Amritraj Vijay Amritraj Ramesh Krishnan Srinivasan Vasudevan | 5−0      |
| Finalista | 3.   | 16−18 de desembre de 1988 | Copa Davis, Göteborg (3)                       | Terra batuda (i) | Kent Carlsson Stefan Edberg Mats Wilander    | Boris Becker Eric Jelen Patrik Kühnen Carl-Uwe Steeb               | 1−4      |
| Finalista | 4.   | 15−17 de desembre de 1989 | Copa Davis, Stuttgart, Alemanya Occidental (4) | Moqueta (i)      | Stefan Edberg Jan Gunnarson Mats Wilander    | Boris Becker Eric Jelen Patrik Kühnen Carl-Uwe Steeb               | 2−3      |

## Trajectòria

### Individual
| Open d'Austràlia | 1R          | A           | 3R          | A     | A           | NC          | QF          | QF    | 2R          | A           | 2R          | 1R    | 2R          | 1R          | A           | A   | 0 / 9     |           |
| Roland Garros | 1R          | 3R          | 1R          | 4R    | 4R          | 3R          | 2R          | 1R    | 2R          | 2R          | 1R          | 1R    | 1R          | A           | A           | A   | 0 / 13    |           |
| Wimbledon | 1R          | 1R          | 1R          | 1R    | SF          | 2R          | QF          | 2R    | 1R          | 2R          | 2R          | 2R    | 1R          | A           | 2R          | 1R  | 0 / 15    |           |
| US Open | A           | A           | 3R          | 4R    | QF          | 3R          | 4R          | 3R    | 2R          | 2R          | 3R          | 1R    | A           | A           | 1R          | A   | 0 / 11    |           |
| Jocs Olímpics | No celebrat | No celebrat | No celebrat | A     | No celebrat | No celebrat | No celebrat | 3R    | No celebrat | No celebrat | No celebrat | A     | No celebrat | No celebrat | No celebrat | A   | 0 / 1     | 2 – 1     |
| Total Victòries−Derrotes                                                                                                   | 11−13       | 23−15       | 38−21       | 48−20 | 56−21       | 32−15       | 43−20       | 29−15 | 23−15       | 14−12       | 26−21       | 11−17 | 15−18       | 12−12       | 13−17       | 1−8 | 396 − 261 | 396 − 261 |
| Rànquing a final d'any | 100         | 58          | 19          | 6     | 8           | 19          | 15          | 32    | 31          | 73          | 47          | 150   | 67          | 106         | 124         | 410 |           |           |
| Llegenda: G: Guanyador; F: Finalista; SF: Semifinalista; QF: Quarts de final; Q: Qualificació; A: Absent; RR: Round Robin; |             |             |             |       |             |             |             |       |             |             |             |       |             |             |             |     |           |           |

### Dobles masculins
| Open d'Austràlia | 1R          | A           | 2R          | A     | A           | NC          | G           | QF    | QF          | A           | 3R          | 3R    | F           | 3R          | A           | A    | 1 / 9     |           |
| Roland Garros | A           | 1R          | G           | 3R    | SF          | F           | G           | F     | SF          | 1R          | G           | 2R    | 3R          | 2R          | 3R          | A    | 3 / 14    |           |
| Wimbledon | A           | 2R          | SF          | 3R    | 3R          | 1R          | SF          | F     | G           | 1R          | G           | 2R    | 2R          | 1R          | 1R          | 1R   | 2 / 15    |           |
| US Open | A           | A           | 2R          | F     | 2R          | 2R          | G           | 3R    | SF          | QF          | G           | 3R    | A           | 1R          | 3R          | A    | 2 / 12    |           |
| Jocs Olímpics | No celebrat | No celebrat | No celebrat | A     | No celebrat | No celebrat | No celebrat | 3r    | No celebrat | No celebrat | No celebrat | 1R    | No celebrat | No celebrat | No celebrat | A    | 0 / 2     | 4 – 2     |
| Total Victòries−Derrotes                                                                                                   | 25−10       | 32−12       | 48−19       | 47−18 | 59−12       | 34−14       | 58−14       | 39−13 | 46−15       | 14−14       | 56−11       | 48−19 | 37−16       | 26−20       | 23−16       | 8−10 | 602 − 235 | 602 − 235 |
| Rànquing a final d'any | −           | 27          | 8           | 5     | 3           | 10          | 2           | 1     | 1           | 52          | 2           | 10    | 16          | 32          | 45          | 157  |           |           |
| Llegenda: G: Guanyador; F: Finalista; SF: Semifinalista; QF: Quarts de final; Q: Qualificació; A: Absent; RR: Round Robin; |             |             |             |       |             |             |             |       |             |             |             |       |             |             |             |      |           |           |